# 12649 Ascanios
12649 Ascanios (2035 T-3) là một thiên thể Troia của Sao Mộc, trong nhóm Troia.